# 君がやってくれた方がいいのに
「君がやってくれた方がいいのに」（きみがやってくれたほうがいいのに、原題: But It's Better If You Do）は、アメリカ合衆国のポップ・ロック・バンドであるパニック!アット・ザ・ディスコの楽曲。2005年9月27日にフュエルド・バイ・ラーメンおよびディケイダンス・レコードから発売されたデビュー・スタジオ・アルバム『フィーバーは止まらない』に収録された。本作はアルバムからの第3弾シングルにあたり、2006年5月1日にイギリスでCDシングルとして、アメリカで5月16日に配信シングルとして発売された。
アメリカのBillboard Hot 100にはチャートインしていないが、イギリスの全英シングルチャートでは最高位10位、オーストラリアのARIAチャートでは最高位15位を記録した。

## タイトルと歌詞
楽曲のタイトルは、2004年に公開された映画『クローサー』におけるアリス（ナタリー・ポートマン）のセリフ "Lying is the most fun a girl can have without taking her clothes off... but it's better if you do" からの引用。バンドのマネージャーであるスコット・アーデルベルクによれば、仮タイトルは「Cabaret」。
作詞を手がけたライアン・ロスは、「ストリップ劇場にいるけど、本当はそこにいるのは好きじゃないという曲さ。だからある種の複雑な内的モノローグみたいな曲にしたかった。でも完全にフィクションというわけじゃないんだ。この曲は彼女と破局したときの状況に基づいている。実を言うと僕はストリップ劇場が好きじゃないんだ。なんか異常だと思うんだよ」と語っている。また、ロスは楽曲の発売後にストリップ劇場のアンセムとなったことについて「曲を書いたときは、ストリップ劇場で使われることなんて考えたことがなかった。でも普段そこで使われている曲からはある程度違ってくるかもしれないね。確実にシュールな体験になるだろうよ。ただテンポが速すぎるように思う。だからたぶん誰かがチョップド&スクリュード版とか何か作らなきゃいけないだろうね」と語っている。

## ミュージック・ビデオ
「君がやってくれた方がいいのに」のミュージック・ビデオは、カップルが口論するシーンから始まる。女は非合法のストリップ劇場で毎日シンガーとして歌っている男（ユーリー）を心配していた。男は女にストリップ劇場には行かないと告げるが、家を出て行ってしまう。場面が変わると曲が始まり、ストリップ劇場に着いたユーリーは他のバンドメンバーやショーガールを率いて歌い始める。
しばらくしてユーリーは1人のショーガールに魅入られ、2人は劇場の個室に入っていった。部屋の中で2人は接吻を始め、その最中でユーリーは仮面を外す。ショーガールも同じく仮面を外すが、ショーガールの正体はユーリーの彼女だった。彼女はユーリーを平手打ちして立ち去る。しかし、同じタイミングで劇場に警察が突入し、彼女は逮捕される。その様子を見たユーリーは警官の1人と取っ組み合いになるが、彼女と同じように逮捕されてしまう。パトロールカーに乗せられた2人は、互いに薄ら笑いを浮かべる。映像は冒頭と同じく白黒映像になり、フェードアウトして終わる。
ビデオの監督は前作「アイ・ライト・シンズ・ノット・トラジェディーズ〜いつわりのウェディング」と同じくシェーン・ドレイクが務めた。

## シングル収録曲
- 全曲 作詞：ライアン・ロス / 作曲：ライアン・ロス、スペンサー・スミス、ブレンドン・ユーリー

| #         | タイトル | 作詞 | 作曲・編曲 | 時間 |
| --------- | --- | ---- | ---------- | ---- |
| 1.        | 「君がやってくれた方がいいのに」(But It's Better If You Do) |      |            | 3:03 |
| 2.        | 「アイ・ライト・シンズ・ノット・トラジェディーズ〜いつわりのウェディング（91X・アコースティック・セッション）」(I Write Sins Not Tragedies (91X acoustic session)) |      |            | 3:10 |
| 合計時間: | 合計時間: | 6:13 |            |      |

| #         | タイトル | 作詞 | 作曲・編曲 | 時間 |
| --------- | --- | ---- | ---------- | ---- |
| A.        | 「君がやってくれた方がいいのに」(But It's Better If You Do) |      |            | 3:03 |
| B.        | 「殉死と自殺の差は記事になるかならないか（トミー・サンシャイン・ブルックリン・ファイアー・リミックス）」(The Only Difference Between Martyrdom and Suicide Is Press Coverage (Tommie Sunshine Brooklyn Fire Remix)) |      |            | 5:04 |
| 合計時間: | 合計時間: | 8:07 |            |      |

| #         | タイトル | 作詞 | 作曲・編曲 | 時間 |
| --------- | --- | ---- | ---------- | ---- |
| A.        | 「君がやってくれた方がいいのに」(But It's Better If You Do)                                                                                   |      |            | 3:03 |
| B.        | 「アイ・ライト・シンス・ノット・トラジェディーズ〜いつわりのウェディング（iTunes・セッション）」(I Write Sins Not Tragedies (iTunes Session)) |      |            | 3:07 |
| 合計時間: | 合計時間: | 6:10 |            |      |

| #         | タイトル | 作詞  | 作曲・編曲 | 時間 |
| --------- | --- | ----- | ---------- | ---- |
| 1.        | 「君がやってくれた方がいいのに（アルバム・ヴァージョン）」(But It's Better If You Do (Album Version))                                                                     |       |            | 3:26 |
| 2.        | 「アイ・ライト・シンズ・ノット・トラジェディーズ〜いつわりのウェディング（91X・アコースティック・セッション）」(I Write Sins Not Tragedies (91X acoustic session))        |       |            | 3:08 |
| 3.        | 「嘘は女の子が服を脱がずに楽しめる最上の方法（ライヴ／デンヴァー・ヴァージョン）」(Lying Is the Most Fun a Girl Can Have Without Taking Her Clothes Off (Live in Denver)) |       |            | 4:11 |
| 合計時間: | 合計時間: | 10:45 |            |      |

## クレジット
※特記を除き、出典は『フィーバーは止まらない』のブックレット
パニック!アット・ザ・ディスコ
- ブレンドン・ユーリー – ボーカル、ギター、ベース、キーボード、ピアノ、アコーディオン、オルガン
- ライアン・ロス – ギター、作詞、キーボード、ピアノ、アコーディオン、オルガン
- スペンサー・スミス – ドラム、パーカッション

外部ミュージシャン
- ウィリアム・ブラッサード – トランペット

制作
- マット・スクワイア – プロデュース、エンジニア、ミキシング
- パニック!アット・ザ・ディスコ – アディショナル・プロダクション
- UEナスタシ – マスタリング

## チャート成績
| チャート (2006年)                     | 最高位 |
| ------------------------------------- | ------ |
| オーストラリア (ARIA)                 | 15     |
| オランダ (Single Top 100)             | 89     |
| ニュージーランド (RMNZ)               | 10     |
| UK シングルス (OCC)                   | 23     |
| UK ロック・アンド・メタル (OCC)       | 1      |
| US Bubbling Under Hot 100 (Billboard) | 4      |
| US Digital Song Sales (Billboard)     | 74     |
| US Pop 100 (Billboard)                | 81     |

## 認定
| 国/地域                          | 認定     | 認定/売上数 |
| -------------------------------- | -------- | ----------- |
| アメリカ合衆国 (RIAA)            | Platinum | 1,000,000   |
| 認定のみに基づく売上数と再生回数 |          |             |

## 発売日一覧
| 国/地域        | 発売日        | 規格                   | レーベル                                  | 注     |
| -------------- | ------------- | ---------------------- | ----------------------------------------- | ------ |
| イギリス       | 2006年5月1日  | CD                     | フュエルド・バイ・ラーメン ディケイダンス | [ 6 ]  |
| アメリカ合衆国 | 2006年5月16日 | デジタル・ダウンロード | フュエルド・バイ・ラーメン ディケイダンス | [ 7 ]  |
| オーストラリア | 2006年10月2日 | CD                     | フュエルド・バイ・ラーメン ディケイダンス | [ 22 ] |